# Saccoglossus sulcatus
Saccoglossus sulcatus är en djurart som tillhör fylumet svalgsträngsdjur, och som först beskrevs av Spengel 1893.  Saccoglossus sulcatus ingår i släktet Saccoglossus och familjen Harrimaniidae. Inga underarter finns listade i Catalogue of Life.